# La Race des seigneurs
Pour plus de détails, voir Fiche technique et Distribution.
La Race des seigneurs est un film français réalisé par Pierre Granier-Deferre et sorti le 10 avril 1974. Il s'agit d'une adaptation du roman de Félicien Marceau Creezy, prix Goncourt 1969.

## Synopsis
Député du Parti républicain unifié (PRU), Julien Dandieu est susceptible de prendre part au gouvernement qui se met en place. À sa carrière, il sacrifie sa famille tout comme sa maîtresse, la jeune mannequin Creezy. Ainsi, son épouse est internée pour dépression, alors que son fils de dix-sept ans ne parvient jamais à le joindre. Dandieu va jusqu'à trahir ses amis pour accéder au pouvoir. Mais une fois obtenu le poste tant convoité, il apprend que Creezy s'est donné la mort par sa faute.

## Fiche technique
- Titre : La Race des seigneurs
- Réalisation : Pierre Granier-Deferre
- Scénario : Pierre Granier-Deferre et Pascal Jardin d'après le roman de Félicien Marceau, Creezy
- Assistants réalisateur : Philippe Lefebvre, Denys Granier-Deferre
- Production : Les Films de La Boétie
- Musique : Philippe Sarde
- Photographie : Walter Wottitz
- Montage : Jean Ravel
- Son : Jean Labussière
- Décors : Pierre Guffroy
- Format : couleur
- Genre : drame
- Durée : 90 minutes
- Dates de sortie : 
  - France : 10 avril 1974
  - Italie : 14 août 1974
- Affiche : René Ferracci (France)

## Distribution
- Alain Delon : Julien Dandieu
- Sydne Rome : Creezy
- Jeanne Moreau : Renée Vibert, veuve d'un dirigeant du PRU
- Claude Rich : Dominique, le conseiller de Dandieu
- Jean-Marc Bory : Savarin
- Jean-Pierre Castaldi : Collard, membre du PRU
- Louis Seigner : Robert Renard
- Bernard Jeantet : Alain Dandieu, le fils
- Jacques Maury : membre du PRU
- Pierre Leproux : membre du PRU
- Robert Favart : membre du PRU
- Pierre Asso : membre du PRU
- Monique Mélinand : Simone, belle-sœur de Dandieu
- Madeleine Ozeray : Mme Dandieu, mère de Julien Dandieu
- Dominique de Keuchel : un manifestant
- Edgar Givry : un copain de Alain Dandieu
- Monique Morisi : Betty Dorval, femme de Julien
- Ibrahim Seck : l'agent d'accueil au téléphone
- Dominique Zardi : le concierge de l'immeuble
- Alice Reichen : Jeanne, la bonne de Renée Vibert
- Lucienne Legrand : une invitée de Creezy
- Solange Pradel : une invitée de Creezy
- Nadia Samir : l'employée de Creezy
- Dominique Delpierre : l'amie de Creezy
- Jacqueline Clément : la fleuriste
- Jean-Pierre Moreux : l'employé de Julien Dandieu
- Ermanno Casanova : le patron du café
- Marie-Jo Simenon : membre du PRU
- Maïténa Galli : la compagne de Robert Renard

## Autour du film
Le personnage interprété par Alain Delon n'est pas sans évoquer un homme politique de cette époque, Jean-Jacques Servan-Schreiber, issu lui aussi des rangs d'un parti centriste (Parti radical) déchiré par l'idée de s'allier à la droite au pouvoir pour tenter d'infléchir la politique sociale de cette dernière.
La scission possible du PRU est réellement arrivée dans le cas du Parti radical.
Il est évoqué dans le film le fait que la majorité a remporté de peu les élections législatives et qu'elle a besoin de s'ouvrir au centre pour conserver une majorité claire.
C'est ce qui s'est passé lors des élections législatives françaises de 1973 où la majorité l'emporta d'une courte tête et tenta de rallier à elle le « Mouvement réformateur » de JJSS et Jean Lecanuet, dont le parti radical faisait partie.
De plus JJSS mettait en avant des idées novatrices qui bousculaient les habitudes radicales.
C'est encore un parallèle avec certaines scènes du film où l'on voit de vieux cadres du PRU reprocher à Julien Dandieu son arrivisme.
Il faut ajouter à cela le fait que JJSS eut de nombreuses conquêtes féminines.
Le personnage de Renée Vibert évoque Marie-France Garaud, qui a influencé de nombreux hommes politiques des années 1970, dont Jacques Chirac.
Par pure coïncidence, le film sort une semaine après la mort de Georges Pompidou, le 2 avril 1974.
Le nom du héros joué par Alain Delon – Julien Dandieu – a été repris l'année suivante pour celui du film Le Vieux Fusil (Robert Enrico, 1975), incarné par Philippe Noiret. Ce nom est souvent choisi par Pascal Jardin, qui a travaillé sur le scénario des deux œuvres et qui avait déjà nommé ainsi Alain Delon dans Madly.